# Боріс Альварадо
Боріс Альварадо (ісп. Boris Alvarado) — чилійський композитор, диригент і актор.

## Життєпис
Народився 1962 року. Навчався в Понтифіцькому католицькому університеті Вальпараїсо (диплом бакалавра музики, 1996) та в Чилійському університеті (Сант'яґо, 1999, магістеріум з композиції). Його подальшими вчителями були Андрес Алькальде, Едвардо Касерес, Алехандро Ґварелло та Ернан Рамірес, а також Кшиштоф Пендерецький у Краківській академії музики. У 2003—2006 роках відбув післядипломне навчання з композиції у Маріана Борковського в Академії музики ім. Ф. Шопена, факультет композиції, диригування та теорії музики (Варшава). Відвідав курси диригентів камерної опери при Олдберґському фестивалі в Англії та багато подій сучасної музики в Європі та Америці.
Артистичний директор Міжнародного фестивалю сучасної музики Понтифіцького католицького університету Вальпараїсо та артистичний директор і диригент Жіночого камерного хору цього ж університету, де він також працює в інституті музики. Отримав нагороди від Асоціації критиків мистецтва Вальпараїсо (1994, 1996, 1997), Орден за заслуги Республіки Польщі за пропагування польської культури в Південній Америці (2003) та медаль ЮНЕСКО (2003). Член Спілки композиторів Чилі та почесний член Асоціації Мизіса Засга (Варшава).